# 上乐村镇
上乐村镇，是中华人民共和国河南省新乡市卫辉市下辖的一个乡镇级行政单位。

## 行政区划
上乐村镇下辖以下地区：
上一村、上二村、上三村、上四村、北辛庄村、军营村、段家庄村、琉璃堂村、赵村、史村、凡店村、西板桥村、原板桥村、刘板桥村、东板桥村、曲律村、皇甫村、小河口村、宋村、红窑村、西沿村、南坡村、庄严寺村、庄严村、李庄村、武庄村、张庄村、北董庄村、左庄村、船流庄村、东关庄村、西关庄村和后天平村。